# Football Club Marmande 47
 (octobre 2023).
Maillots
Le Football Club Marmande 47 est un club de football français fondé en 1946 et basé à Marmande, en Lot-et-Garonne, en région Nouvelle-Aquitaine.
Le club joue actuellement en Régional 2 au sein de la  Ligue de football Nouvelle-Aquitaine.

## Historique
Le premier club de la ville s’appelait le Club athlétique marmandais, aujourd'hui disparu. Marmande Étoile, club fondé par Eugène Maunoury en 1945, laisse sa place dès 1946 à une section football au sein de la structure omnisports de l’US Marmande.[réf. nécessaire]
En 1965, le football quitte la section sportive de l’USM afin de le retrouver en 1969 sous la présidence de Monsieur Perrot. Avec différents présidents, le club connait trois montées successives et quelques belles épopées en Coupe d’Aquitaine (16e de finale) ou en Coupe Lot-et-Garonne (finale) en 1972. Cependant, la coexistence avec le rugby reste difficile et le club subit la concurrence du club voisin de Virazeil évoluant alors au même niveau.[réf. nécessaire]
En 1977, le docteur Pierre Wind prend la présidence de la section football de l’USM et en 1979, le club quitte le giron de l'US Marmande pour devenir le Football Club de Marmande.[réf. nécessaire]
À la fin des années 1980 et au début des années 1990, le club trouve enfin sa place au niveau régional, sous la houlette du président Alain Pancheri. Le club finit par atteindre la Division d’Honneur en 1991.
Il faut attendre 2001, alors que le club est présidé par Alain Martin pour que le club entre dans une nouvelle dimension. Sous sa houlette, Marmande va connaitre le niveau national avec une montée en CFA2 en 2001.
Le 14 décembre 2002, le FC Marmande se qualifie pour le huitième tour de la Coupe de France. Le club perd face au Toulouse Football Club.
Le FC Marmande monte en CFA l'année suivante. Le complexe de Michelon s’agrandit afin de permettre à toutes les équipes d’évoluer dans de bonnes conditions.
En 2017, le club est relégué au niveau régional 1. En restructuration, le FCM47 connaît une saison en demi-teinte avant de frôler la remontée en N3 lors de la saison 2018/2019. Cette année-là, le club échoue en s'inclinant face à Orthez lors de la dernière journée de championnat laissant ainsi le FC Bassin d'Arcachon décrocher la première place.
Comme tous les clubs amateurs, le FCM47 est contraint d'interrompre la saison 2019/2020 le 16 mars 2020 à cause de l'épidémie du virus Covid-19.
Le 30 juin 2020, le FC Marmande 47 s'associe au collège Didier-Lamoulie de Miramont de Guyenne en signant une convention de partenariat sur la mise en place d'une section sportive Football Mixte de la 5e à la 3e dès la rentrée scolaire 2020/2021 aux côtés des clubs de Miramont de Guyenne, de l’ASSA et de Val de Guyenne.
Au mois de septembre 2020, le club inaugure la fin des travaux du nouveau terrain synthétique.
Le 17 et 18 octobre, le FC Marmande 47 accueille la phase qualificative Nouvelle-Aquitaine de la Madewis Cup, un tournoi U9 - U14  organisé par Adidas Madewis. Dix jours plus tard, le club est contraint une nouvelle fois de suspendre toute activité footballistique à la suite du discours du président de la République le 28 octobre. Une période d'arrêt pendant laquelle les bénévoles se mobilisent en petits groupes pour entamer des travaux de rénovation du club house et des vestiaires.
Le 5 janvier 2021, le FCM47 annonce la mise en place d'une section football étude mixte au lycée Val-de-Garonne de Marmande de la Seconde à la Terminale à la rentrée scolaire 2021/2022.
Le 17 novembre 2024, le FCM47 se qualifie pour le 8e tour de la coupe de France, face à l'Avenir Mourenxois. L'épopée de 2024 égale celle de 2002. Le 8ème tour eu lieu face au FC Vierzon. Malgré leur défaite aux tirs au but, les marmandais sont repêchés sur tapis vert et accèdent aux 32e de finale face au Mans FC. Mais s’arrête en 32e de finale, après une défaite 7-0 face Mans.

### Palmarès
- Champion DH Aquitaine : 2001, 2011, 2015
- 8e tour de la coupe de France en 2002 (Toulouse FC) perdu aux tirs au but, et en 2024 (Vierzon) perdu aussi aux tirs au but

## Stade Michelon
Le FCM47 joue au Stade Michelon situé au 68 rue Michel de Montaigne à Marmande. Plus qu'un simple terrain, le stade Michelon est un complexe sportif disposant d'une capacité de 5 terrains naturels plus un terrain synthétique inauguré au mois de septembre 2020.
Le site comprend également un club house équipé de deux bureaux, d'une buvette intérieure et extérieure, d'une cuisine, d'une grande salle de réunion et d'un sanitaire. Un local mitoyen comprend un bureau RTJ et une salle de réunion pour éducateurs.
Les vestiaires sont répartis sous les tribunes où se trouve également une salle de musculation et de soin. Le club dispose de 4 vestiaires équipés de douches, plus deux vestiaires arbitres. Sur le bâtiment à côté des tribunes se trouve deux autres vestiaires équipés de douches ainsi qu'une laverie.

## Image et identité
- Couleurs du club

Les couleurs du club sont le bleu et le blanc.
- Logo

Logo jusqu'en 2017.
Logo depuis 2017.

## Joueurs et personnalités du club

### Entraîneurs
- 2000-2003 :  Jean-Luc Sokal
- 2004-2006 :  William Dymant
- 2009-2011 :  Emmanuel Hamon
- 2018-... :   Jérôme Lebouc

### Joueurs passés par le club
- Marouane Chamakh
- Jérôme Lebouc
- Sloan Privat
- Jim Allevinah
- Anthony Rouault